# 拉希内塔
拉希内塔，是西班牙卡斯蒂利亚-拉曼恰自治区阿尔瓦塞特省的一个市镇。 总面积137km², 总人口2086人（2001年），人口密度15人/km²。